# Ursula Wieland

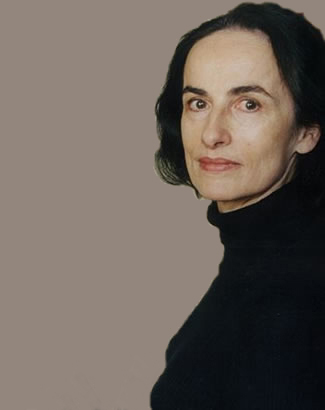
Ursula Wieland, fotografiert von Hansjoachim Mirschel

Ursula Wieland (* um 1950 in Heidelberg) ist eine deutsche Kunstwissenschaftlerin und Malerin. Sie hat sich auf Porträtgemälde spezialisiert und hat vor allem seit den 1980er Jahren Prominente aus Wissenschaft, Politik, Literatur, Musik und aus anderen Lebensbereichen in Öl dargestellt.

## Leben
Ursula Wieland wurde in der Familie eines Arztes geboren. Nach dem Schulabschluss studierte sie auf Anraten ihres Vaters Pharmazie und Sprachen. Aufgrund ihrer frühzeitigen Neigung zum Malen schloss sie ein Kunststudium an, studierte zugleich noch Kunstgeschichte an Universitäten in München, Madrid und London und wurde auf diesem Gebiet promoviert. In der Londoner Zeit war der Porträtmaler Graham Sutherland ihr Mentor und in Washington war ihr Meister der Porträtmaler William Woodward. Sie ist Mitglied im Künstlersonderbund in Deutschland.
Ursula Wieland lebt in Berlin-Charlottenburg, teilweise auch in Paris, ist verheiratet und hat drei Kinder.

## Werk
Zu ihren frühen Werken gehören Zeichnungen der Dirigenten Herbert von Karajan und Leonard Bernstein. Bei einer zufälligen Begegnung im Flugzeug lernte sie Jean Tinguely kennen, den sie porträtierte. Tinguely stellte den Kontakt zu seinem New Yorker Galeristen George William Staempfli her, der in seiner Galerie Wielands erste Werke ausstellte. Kurze Zeit später folgten Ausstellungen in der Schweiz, in Singapur und in Südafrika. Sie selbst schätzt an ihrer Porträtmalerei das Kennenlernen von Menschen verschiedenen Schlages und die „geistig-seelische Ausstrahlung“ der Personen. Ihre farbenkräftigen Bilder sind eher fotorealistisch und werden von Wieland nicht geschönt.
Ihr Bild von Stephen Hawking wurde 1994 bei Christie’s in London zugunsten der Internationalen Behindertenstiftung der Vereinten Nationen unter der Schirmherrschaft der spanischen Königin Sophia  versteigert. David McAllister wählte nach seinem Ausscheiden aus dem Amt 2015 als niedersächsischer Ministerpräsident Ursula Wieland als Malerin für sein Porträt in der „Ahnengalerie“ in der niedersächsischen Staatskanzlei aus. Die Bilder von Ralph Grey und Alan Cathcart hängen im Londoner Museum of the Order of St. John, das die Geschichte des gleichnamigen Ritterordens darstellt.
Ihre seit den frühen 1980er Jahren entstandenen Airport-Bilder stellen Szenen auf Flughäfen und in Flugzeugen dar. Wielands Triptychon über Jean-Marie Lustiger wurde in der Sammelausstellung fremd – vertraut des Künstlersonderbundes 2019/2020 in Stuttgart ausgestellt.

## Werke (Auswahl)
Folgende Porträts fertigte Ursula Wieland seit den späten 1960er Jahren an:
- 1968: Herbert von Karajan, Dirigent[5]
- 1985: Jean Tinguely, Maler[4]
- 1988: Yehudi Menuhin, Violinist[5]
- 1992–1993: Stephen Hawking, Wissenschaftler[5][10]
- 1995: Philip Glass, Komponist[5]
- 1996: Elie Wiesel, Schriftsteller[5]
- vor 2005: Johannes Paul II., Papst[5]
- 2007: Alfred Grosser, Publizist[4]
- 2015: David McAllister, Politiker[8]
- um 2018: Jean-Marie Lustiger, Erzbischof[1][5]
- Tschingis Aitmatow, Schriftsteller[5]
- Benazir Bhutto, Politikerin[5]
- Alan Cathcart, Earl[5]
- Ralph Grey, Baron[5]
- Kardinal Lehmann, Bischof[7]
- Peter Ustinov, Schauspieler[5]
- Karel Schwarzenberg, Fürst[11]
- John Wingstrand, schwedischer Botschafter[11]

## Ausstellungen und Ausstellungsbeteiligungen
- Fremd-vertraut, Sammelausstellung des Künstlersonderbundes[1]

## Veröffentlichungen
- Dessins: Le cardinal Lustiger et ses Proches,  BoD, Berlin und Paris 2017, ISBN 978-3-7460-3506-2.
- (zusammen mit Jean Duchesne): La galaxie Lustiger : Le cardinal et ses proches : portraits, Verlag Parole et Silence Editions, 2018, ISBN 2-88918-422-6.